# Lytta humilis
Lytta humilis es una especie de coleóptero de la familia Meloidae.

## Distribución geográfica
Habita en Panamá.